# 利益團體
利益團體（英語：Interest group），又称压力团体、倡议团体，是指具有相同利益並向社會或政府提出合理訴求，以爭取團體及其成員利益、影响公共政策的社会团体。利益團體是现代政治体系的重要特征，在二战以后蓬勃兴起。利益集团可能介入政治生活，也可能不介入政治生活，而只有介入政治生活，并试图通过影响政府的政策和行为来实现自己利益的集团才是政治組織。美国著名政治学家大卫·杜鲁门在《政治过程：政治利益与公共舆论》一书中，将利益集团界定为：一个具有共同态度的群体，通过影响政府而向社会中的其他群体提出一定的利益要求或某种声明。

## 分類
倡导團體可以分為經濟性（即維護團體自身利益）利益團體和公共利益團體。
前者關心的乃是成員的經濟利益，這類的團體皆為功能性的組合。他們成立的目的是旨在團結該階級或組織的力量來保障自身利益，並且為該階級或組織提供討論和交流的平台。其中最主要的類型，是商人、勞工、農民組成的各種團體，諸如商會或工會，其次是各種專業人員所組成的團體，如醫療學會、教育人士協會等。
後者主要是爭取其成員非經濟性的共同理想，他們成立的目的主要是爭取公共利益或透過成立利益團體來向大眾推廣其理想。英國學者稱這類團體為促創團體，以別於一般的經濟性利益團體。環保組織、爭取婦女權益及主張保障弱勢社群的組織均屬於公共利益團體。

## 左右政府決策的方法
与政党的诉求目的是取得政权不同，一般而言，不同類型的利益團體會透過影響政府決策來保障其自身利益。
利益團體會以以下方法影響政府決策，如：
1. 遊說：在現代民主國家，遊說為利益團體最重要與最直接的活動方式。是指利益團體以文字、一詞向政府官員表達個人或團體對政府政策的意見，藉此影響立法與政策的制定之行為。
2. 宣傳：設法影響社會輿論以獲得民眾的支持與同情，便成為利益團體活動的重要方式之一。這類工作通常是由受過專門訓練的人員或公共關係專家透過各式各樣的傳播媒體，以文字、圖畫、廣告或活動等方式，來增加民眾對於其目標之認同與支持。
3. 助選：利益團體雖不推舉公職候選人，仍可透過各種助選方式幫助候選人當選後履行承諾。部分利益團體利用“政治獻金”左右候選人的政見，企圖影響選舉的結果。此外，助選方式還包括動員該團體成員投票支持或為其義務宣傳等。
4. 集會遊行：是民主國家中言論自由保障的一環，透過這樣的動員、直接參與的方式，可以增強團體成員的向心力，並藉由大眾傳播達到宣傳效果，進而匯聚民意向政府施壓、迫使政府讓步。
5. 司法途徑：利益團體也可能採取司法訴訟或聲請大法官釋憲來表達訴求，以連署的方式要求立委聲請大法官釋憲。經由法院判決或釋憲結果，不僅能爭取到特定權益，還可能引起輿論關注而提高能見度。

而利益團體運作的成效，取決於本身的組織資源（包括內部資金、人力的多寡）、內部成員的向心力、領導者的風格、組織內部是否了解行政與立法機構的運作模式，以及組織本身在政府部門的信譽等因素。

## 影響力
以下為影響利益團體影響力的因素：
- 組織及動員能力
- 領導能力
- 公眾支持度
- 財政資源
- 社會地位
- 與政府的關係；如與政府關係密切或與執政黨的政治理念接近者較易保障其利益

## 功能
- 代表及反映社會中不同階級的利益及意見
- 監察政府運作：部份利益團體在立法機關中擁有議席，有必要代表公眾監察政府的決策，如指出政府政策的流弊，並向政府施壓。
- 推動公民意識及教育公眾：利益團體會製造話題，以圖引起社會關注，並從中教育相關的知識
- 提高政府問責性
- 提供參與社會事務的機會
- 推動民主及人權發展
- 促進社會多元化及自由化

## 其他观点
有观点认为压力集团（英語：pressure group）也称为政治組織，是现代民主国家常见的社会政治团体，意指那些具有特定利益要求和社会政治主张的群体为了维护自己的利益和主张而以压力方式影响政府政策的制定、修订和实施的政治性社会团体。压力集团数目和种类繁多、活动广泛、相互之间利益对立，在整治活动中相互排斥、具有特定的法律地位。
该观点认为压力集团不等同于利益集团，当利益集团成为政治角色而企图影响公共决策方向和公共权力的运行，使自己的特殊利益获得满足的时候，它就成了压力集团。两者之间的主要区别在于影响政府的决策和公共权力的运用。只是为了某种共同兴趣和共同利益而组织起来的是利益集团，而有明确政治性目的去对政府形成影响和施加政治压力的利益集团才是压力集团。